# 心臓の居場所
『心臓の居場所』（しんぞうのいばしょ）は、2017年3月28日に発売された、lego big morlのアルバムである。

## 概要
初回限定盤にはCD+Memorial Booklet+オリジナルラバーバンドが封入された。

## 収録曲
1. 最終回は透明
2. あなたがいればいいのに
3. 真実の泉
4. 問う今日
5. 愛故に
6. melt
7. 君の涙を誰が笑えるだろうか
  - J SPORTS STADIUM2017 中継テーマソング
8. end-end
  - チバテレビ『シャキット!』3月度エンディングテーマ
9. 美しい遺書
10. 居場所
11. 未来
  - STV『熱烈!ホットサンド!』3月と4月度エンディングテーマ